# Festival de cine estadounidense de Deauville
El Festival de Cine Estadounidense de Deauville es un festival de cine anual que rinde honor a las producciones cinematográficas estadounidenses, llevándose a cabo desde 1975, durante diez días del mes de septiembre en el Centro internacional de Deaville en Deauville, Calvados, Normandía.
Fue fundado por Lionel Chouchan y André Halimi y es financiado por el Groupo Lucien Barrière, líder del mercado de casinos en Francia y Suiza, y por la ciudad de Deauville. 

## Historia

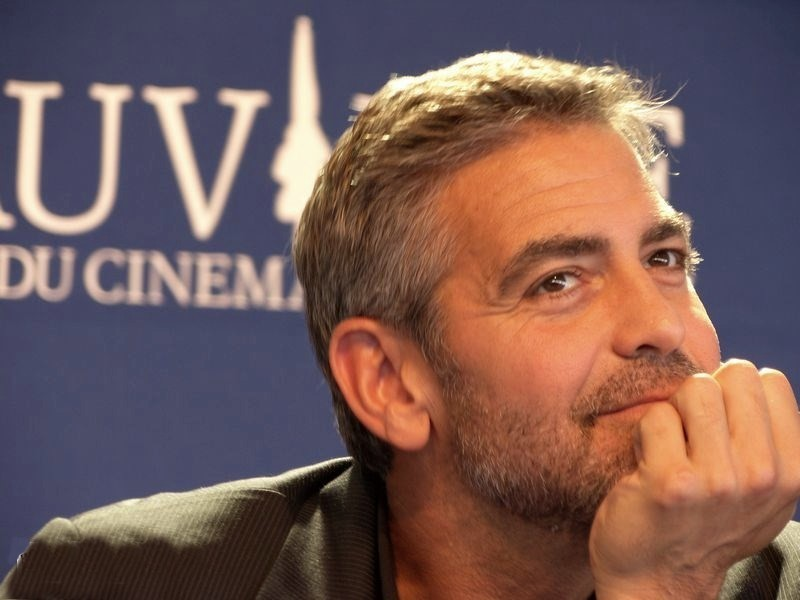
George Clooney en 2007

El festival en un principio no era de carácter competitivo, hasta que comenzó a otorgar premios desde 1995 a los largometrajes, y desde 1998 a los cortometrajes. Aunque en realidad, comenzó a ser competitivo de manera no oficial desde 1987, gracias a la creación del premio Coups de cœur LTC, que fue otorgado de 1987 a 1994. 
Fue así como el Festival pasó de servir únicamente como rampa de lanzamiento para las grandes producciones estadounidenses, a valorar también el cine independiente de Estados Unidos a través de sus cinco premiaciones: el Grand prix, Prix du jury, Prix de la critique internationale, Prix de la Révélation Cartier y el Prix Michel-d'Ornano.
El Festival de Deauville ha visto pasar a las grandes estrellas del cine norteamericano, como ser: Robert De Niro (1987, 1988, 1995), Clint Eastwood (1980, 1992, 1995, 2000), George Clooney (1998, 2007), Harrison Ford (1977, 1981, 1982, 1997, 2000, 2002, 2003, 2009), Tom Cruise (1993), Sharon Stone (1991), Al Pacino (1999), Michael Douglas (1990, 1998, 2007), Julia Roberts (1990), y muchas otras. 

## Premios más destacados

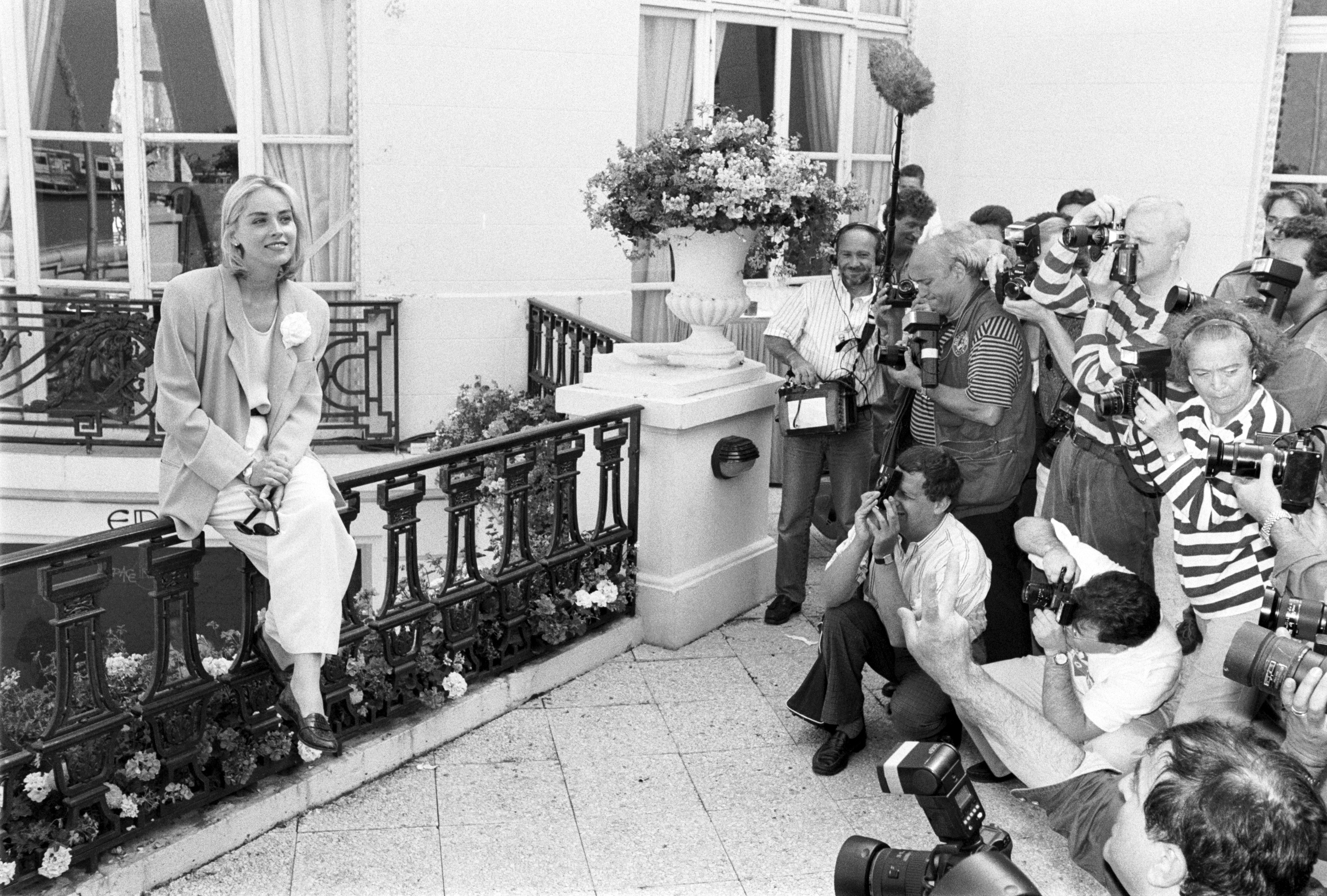
Sharon Stone en el Festival de Deauville en 1991

### Coup de cœur LTC
- 1987: Hollywood Shuffle de Robert Townsend.
- 1988: Patti Rocks de David Burton Morris.
- 1989: Signs of Life de John David Coles.
- 1990: empate: Metropolitan de Whit Stillman y Pump Up the Volume de Allan Moyle.
- 1991: empate: My Own Private Idaho de Gus Van Sant y Trust me de Hal Hartley.
- 1992: Gas, Food, Lodging de Allison Anders.
- 1993: The Wedding Banquet de Ang Lee.
- 1994: Federal Hill de Michael Corrente.

### Grand Prix du jury
Nombrado como Grand Prix spécial Deauville (Gran premio especial Deauville) desde 1995 hasta el 2007, y como Grand Prix du cinéma indépendant américain(Gran premio del cine independiente estadounidense) en 1998 y 1999.
- 1995 : Living in Oblivion, dirigida por Tom DiCillo.
- 1996 : The Daytrippers, dirigida por Greg Mottola.
- 1997 : Sunday, dirigida por Jonathan Nossiter.
- 1998 : Next Stop Wonderland, dirigida por Brad Anderson.
- 1999 : Being John Malkovich, dirigida por Spike Jonze.
- 2000 : Girlfight, dirigida por Karyn Kusama.
- 2001 : Hedwig and the Angry Inch, dirigida por John Cameron Mitchell.
- 2002 : Raising Victor Vargas, dirigida por Peter Sollett.
- 2003 : What Alice Found, dirigida por A Dean Bell.
- 2004 : Maria Full of Grace, dirigida por Joshua Marston.
- 2005 : Crash, dirigida por Paul Haggis.
- 2006 : Little Miss Sunshine, dirigida por Jonathan Dayton et Valerie Faris.
- 2007 : The Dead Girl, dirigida por Karen Moncrieff.
- 2008 : The Visitor, dirigida por Thomas McCarthy.
- 2009 : The Messenger, dirigida por Oren Moverman.
- 2010 : Mother and Child, dirigida por Rodrigo García Barcha.
- 2011 : Take Shelter, dirigida por Jeff Nichols.
- 2012 : Beasts of the Southern  Wild, dirigida por Benh Zeitlin.

### Prix du jury
Llamado Prix du jury spécial Deauville (Premio especial del jurado de Deauville) de 1995 a 1997 y Prix spécial du jury du cinéma indépendant américain (Premio especial del jurado para el cine estadounidense independiente) en 1998 y 1999.
- 1995 : empate : Denise Calls Up, dirigida por Hal Salwen, y The Brothers McMullen, dirigida por Edward Burns.
- 1996 : empate Bound, dirigida por The Wachowskis, y Welcome to the Dollhouse, dirigida por Todd Solondz.
- 1997 : empate : In The Company of Men, dirigida por Neil LaBute, y Ulee's Gold, dirigida por Victor Nuñez.
- 1998 : High Art, dirigida por Lisa Cholodenko.
- 1999 : empate : Twin Falls Idaho, dirigida por Michael Polish, y Guinevere, dirigida por Audrey Wells.
- 2000 : empate : Memento, dirigida por Christopher Nolan, y Boiler Room, dirigida por Ben Younger.
- 2001 : Ghost World, dirigida por Terry Zwigoff.
- 2002 : empate : One Hour Photo, dirigida por Mark Romanek, y L.I.E., dirigida por Michael Cuesta.
- 2003 : Thirteen, dirigida por Catherine Hardwicke.
- 2003 : The Woodsman, dirigida por Nicole Kassell.
- 2005 : empate : On the Outs, dirigida por Lori Silverbush y Michael Skolnik; y Keane, dirigida por Lodge Kerrigan.
- 2006 : Half Nelson, dirigida por Ryan Fleck.
- 2007 : Never Forever, dirigida por Gina Kim.
- 2008 : Ballast, dirigida por Lance Hammer.
- 2009 : Precious, dirigida por Lee Daniels.
- 2010 : Winter's Bone, dirigida por Debra Granik, y The Myth of the American Sleepover, dirigida por David Robert Mitchell.
- 2011 : The Dynamiter, dirigida por Matthew Gordon.
- 2012 : Una Noche, dirigida por Lucy Mulloy.

#### Los jurados

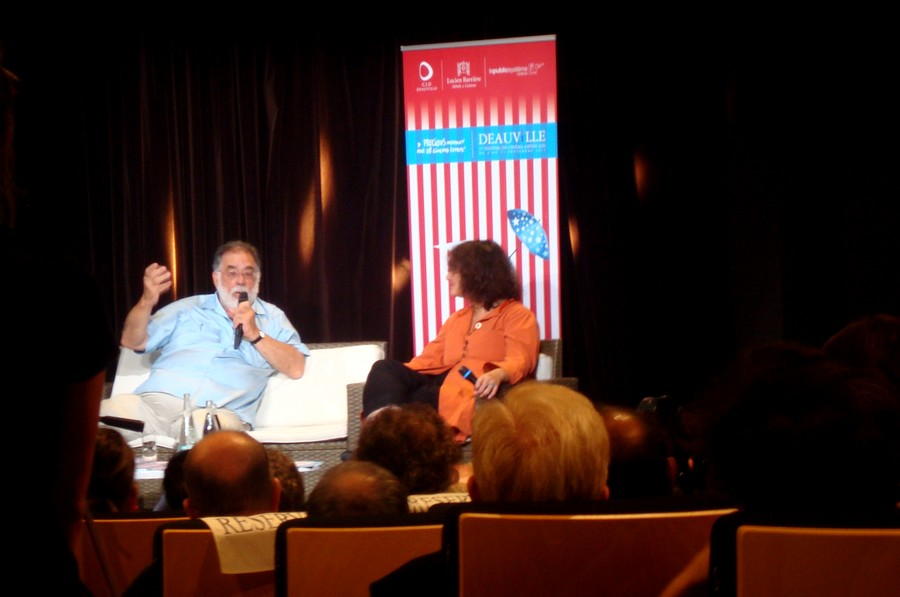
Francis Ford Coppola en 2011

- 1995 : Andrei Konchalovsky (presidente), Anouk Aimée, Michael Lonsdale, Claudie Ossard, René Bonnell, Valérie Kaprisky, Steven Zaillian, Mathilda May, Élie Chouraqui y Yvan Attal.
- 1996 : Charlotte Rampling (presidente), Sabine Azéma, René Cleitman, Dominique Farrugia, Charlotte Gainsbourg, Chiara Mastroianni, Laura Morante, Ornella Muti, Melvil Poupaud y Alain Rocca.
- 1997 : Sophie Marceau (presidente), Élodie Bouchez, Philippe Carcassonne, Étienne Chatiliez, Alain Finkielkraut, John Hurt, Michèle Laroque, Inés Sastre, Nathalie Quintane y Lambert Wilson.
- 1998 : Jean-Paul Rappeneau (presidente), Michèle Halberstadt, Sandrine Kiberlain, Virginie Ledoyen, Russell Banks, Maurice Bernart, Alessandro Gassman, Ewan McGregor, Liam Neeson, Éric Serra and Christian Vincent.
- 1999 : Régis Wargnier (presidente), Jean-Hugues Anglade, Humbert Balsan, Richard Berry, Gabriel Byrne, Jean-Pierre Dionnet, Marie Gillain, Michel Houellebecq, Marie-France Pisier y Elsa Zylberstein.
- 2000 : Neil Jordan (presidente), Guillaume Canet, Clotilde Courau, Tchéky Karyo, Philippe Labro, Samuel Le Bihan, François Ozon, Vincent Perez, Danièle Thompson y Marie Trintignant.
- 2001 : Jean-Jacques Annaud (presidente), Sandrine Bonnaire, Marion Cotillard, Arielle Dombasle, Gérard Darmon, Jean-Pierre Jeunet, Darius Khondji, Benoît Poelvoorde y Gabriel Yared.
- 2002 : Pierre Lescure (presidente), Chantal Akerman, Richard Anconina, Jean-Marc Barr, Charles Berling, Amira Casar, Julie Gayet, Irène Jacob, Cédric Kahn y Bruno Wolkowitch.
- 2003 : Roman Polanski (presidente), Claudia Cardinale, Pawel Edelman, Jacques Fieschi, Ben Kingsley, Anne Parillaud, Zbigniew Preisner, Ludivine Sagnier, Fernando Trueba y Tom Tykwer.
- 2004 : Claude Lelouch (presidente), Anouk Aimée, Marie-Josée Croze, Danièle Heymann, Diane Kurys, Jeanne Labrune, Lio, Claudie Ossard, Bettina Rheims y Mathilde Seigner.
- 2005 : Alain Corneau (presidente), Enki Bilal, Dominique Blanc, Romane Bohringer, Rachida Brakni, Christophe, Dominik Moll, Melvil Poupaud y Brigitte Roüan.
- 2006 : Nicole Garcia (presidente), Maurice Barthélémy, Guillaume Canet,  Amira Casar, Emmanuelle Castro, Antoine de Caunes, Julien Clerc, Philippe Djian y Marthe Keller.
- 2007 : André Téchiné (presidente), Odile Barski, Xavier Beauvois, Nicolas Cazalé, Charlélie Couture, Émilie Deleuze, Anouk Grinberg y Marie-France Pisier.
- 2008 : Carole Bouquet (presidente), Édouard Baer, Ronit Elkabetz, Diane Fleri, Pierre Jolivet, Cédric Kahn, Cristian Mungiu, Leonor Silveira y Dean Tavoularis.
- 2009 : Jean-Pierre Jeunet (presidente), Hiam Abbass, Dany Boon, Jean-Loup Dabadie, Émilie Dequenne, Déborah François, Sandrine Kiberlain, Patrice Leconte, Géraldine Pailhas y Bruno Podalydès.
- 2010 : Emmanuelle Béart (presidente), Lucas Belvaux, Jeanne Balibar, Faouzi Bensaïdi, Christine Citti, Fabrice Du Welz, Tony Gatlif, Denis Lavant and Abderrahmane Sissako.
- 2011 : Olivier Assayas (presidente), Nathalie Baye, Claire Denis, Nicolas Godin, Chiara Mastroianni, Angelin Preljocaj, Jean Rolin y Bruno Todeschini.
- 2012 : Sandrine Bonnaire (presidente), Clotilde Courau, Sami Bouajila, Christophe Honoré, Anaïs Demoustier, Alice Taglioni, Philippe Decouflé, Joann Sfar y Florent Emilio Siri.